# Sale (Virginio)
Sale è un brano musicale del cantautore Virginio, estratto come secondo singolo dall'EP Finalmente, pubblicato il 20 maggio 2011 dall'Universal Music.
Il brano è scritto e composto da Virginio.

## Il video
Il videoclip del singolo è stato girato il 13 giugno 2011 su una spiaggia in Provincia di Latina e pubblicato il 28 giugno per la regia di Marco Salom. Compaiono cinque ragazzi, compreso Virginio che dopo aver viaggiato per ore in auto, si fermano e decidono di fare il bagno vestiti. Alle scene dei ragazzi, si alternano alcune di Virginio che canta sulle note del singolo.

## Tracce
1. Sale – 4:17 (Virginio Simonelli)